# 트윙클 스타 스프라이츠 ~La Petite Princesse~
《트윙클 스타 스프라이츠 -La Petite Princesse-》는 일본의 게임 회사 SNK 플레이모어에서 2005년에 발매한 대전형 슈팅 게임으로, 트윙클 스타 스프라이츠의 후속작이다.

## 개요
2005년에 플레이스테이션 2(PS2)로 출시되었으며, 후에 동방화영총의 바탕이 되었다. 2015년 3월 5일에는 플레이스테이션 3(PS3) 다운로드 소프트로도 출시되었다.

## 시스템
시스템은 전편과 마찬가지로 대전 슈팅 게임이며, 화면에 나오는 적 캐릭터를 쏘아 터뜨리면 상대 플레이어의 화면으로 장애물이 쏟아지는 방식이다.

## 같이 보기
- 트윙클 스타 스프라이츠
- 동방화영총 ~ Phantasmagoria of Flower View